# 6776 Dix
För andra betydelser, se Dix.
6776 Dix eller 1989 GF8 är en asteroid i huvudbältet som upptäcktes den 6 april 1989 av den tyske astronomen Freimut Börngen vid Tautenburg-observatoriet. Den har fått sitt namn efter den tyske målaren Otto Dix.
Asteroiden har en diameter på ungefär 5 kilometer och den tillhör asteroidgruppen Astraea.